# بني سنيد
بني سنيد هي بلدية في مقاطعة طركونة في قطلونية في إسبانيا.